# بيكسيز
البيكسيز (بالإنجليزية: Pixies)‏ هي فرقة روك أمريكية تأسست في بوسطن بولاية ماساتشوستس عام 1986. المجموعة حالياً تضم المؤسسين بلاك فرانسيس (الغناء والغيتار الإيقاعي)، وجوي سانتياغو (الغيتار)، وديفيد لوفيرنغ (الطبول). والمشاركة في التأسيس كيم دييل (غيتار الباص ومغنية مساعدة) وقد انفصلت عن الفرقة عام 2013 وحل محلها كيم شاتك كعازفة غيتار باص مباشرةً لعدة أشهر ثم باز لينشينتن لجولة الفرقة في عام 2014. حققت فرقة البيكسيز نجاحاً متواضع نسبياً في الولايات المتحدة، ولكنهم كانوا أكثر نجاحاً في كل من المملكة المتحدة وأوروبا القارية وإسرائيل. حُلّت الفرقة عام 1993 في ظل ظروف صعبة، ولكن عقد البيكسيز لم شمل عام 2004. وعلى الرغم من النجاح التجاري المحدود للفرقة، إلَّا أن تأثير موسيقى الفرقة الصاخب ذو الأصوات المتنافرة أثَّر لاحقاً على فرق مثل نيرفانا وراديوهيد وذا ستروكس.

## الألبومات
| السنة | الألبوم (الاسم الأصلي) | الألبوم (بالعربية) |
| ----- | ---------------------- | ------------------ |
| 1988  | Surfer Rosa            | سيرفر روزا         |
| 1989  | Doolittle              | دووليتل            |
| 1990  | Bossanova              | بوسانوڤا           |
| 1991  | Trompe le Monde        | ترومپ لو موند      |
| 2014  | Indie Cindy            | إندي سيندي         |
| 2016  | Head Carrier           | هيد كارير          |
| 2019  | Beneath the Eyrie      | بينيث ذا آيري      |

## روابط خارجية
- بيكسيز على موقع IMDb (الإنجليزية)
- بيكسيز على موقع الموسوعة البريطانية (الإنجليزية)
- بيكسيز على موقع ميوزك برينز (الإنجليزية)
- بيكسيز على موقع رولينغ ستون (الإنجليزية)
- بيكسيز على موقع رولينغ ستون (الإنجليزية)
- بيكسيز على موقع أول ميوزيك (الإنجليزية)
- بيكسيز على موقع ديسكوغز (الإنجليزية)